# Adjud
Adjud (pronunciació en romanès: [adˈʒud]; en hongarès: Egyedhalma) és una ciutat del comtat de Vrancea, a l'oest de Moldàvia (Romania). Té una població de 14.670 habitants (2011). Es troba en un nus ferroviari que té un pati de classificació i una estació de passatgers. Adjud, situat al nord del punt on el riu Trotuș entra al Siret, solia ser un mercat.
La ciutat administra tres pobles: Adjudu Vechi, Burcioaia i Șișcani.

## Geografia
Adjud està situat en una plana i està envoltat de turons fins a una alçada de 400 metres al peu dels Carpats del sud. L'altitud mitjana de la ciutat és de 100 m sobre el nivell del mar. La terra circumdant és favorable a l'agricultura.
Els resultats de la investigació geològica mostren el subsòl de la ciutat que presenta capes de grava i sorra llevantina i quaternària, formant importants jaciments d'aqüífers hidrològics alimentats pels rius Trotuș i Siret i precipitacions directes.
El clima és temperat, amb temperatura mitjana anual de 8 a 10 °C (50 °F) i una pluja mitjana de 500 mm / ma any. Es caracteritza per prevaler els vents del nord amb vents del sud i del sud-est a la temporada calorosa. A causa de la seva ubicació a la cruïlla de les províncies Moldàvia, Valàquia i Transsilvània, ha estat un important nus de carreteres i ferrocarrils des de temps remots. El 1997 la superfície de la ciutat era de 5911 ha, de les quals 105 ha estaven cobertes per edificis i patis.

## Història

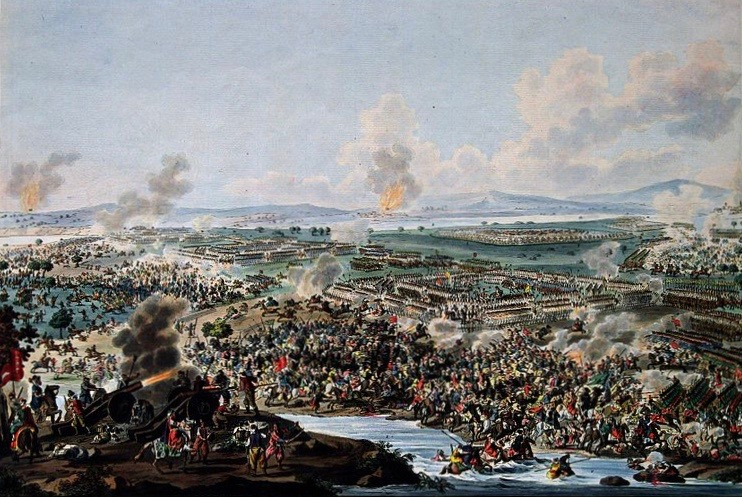
Batalla d'Adjud, 14 d'octubre de 1788, durant la guerra russo-turca (1787-1792)

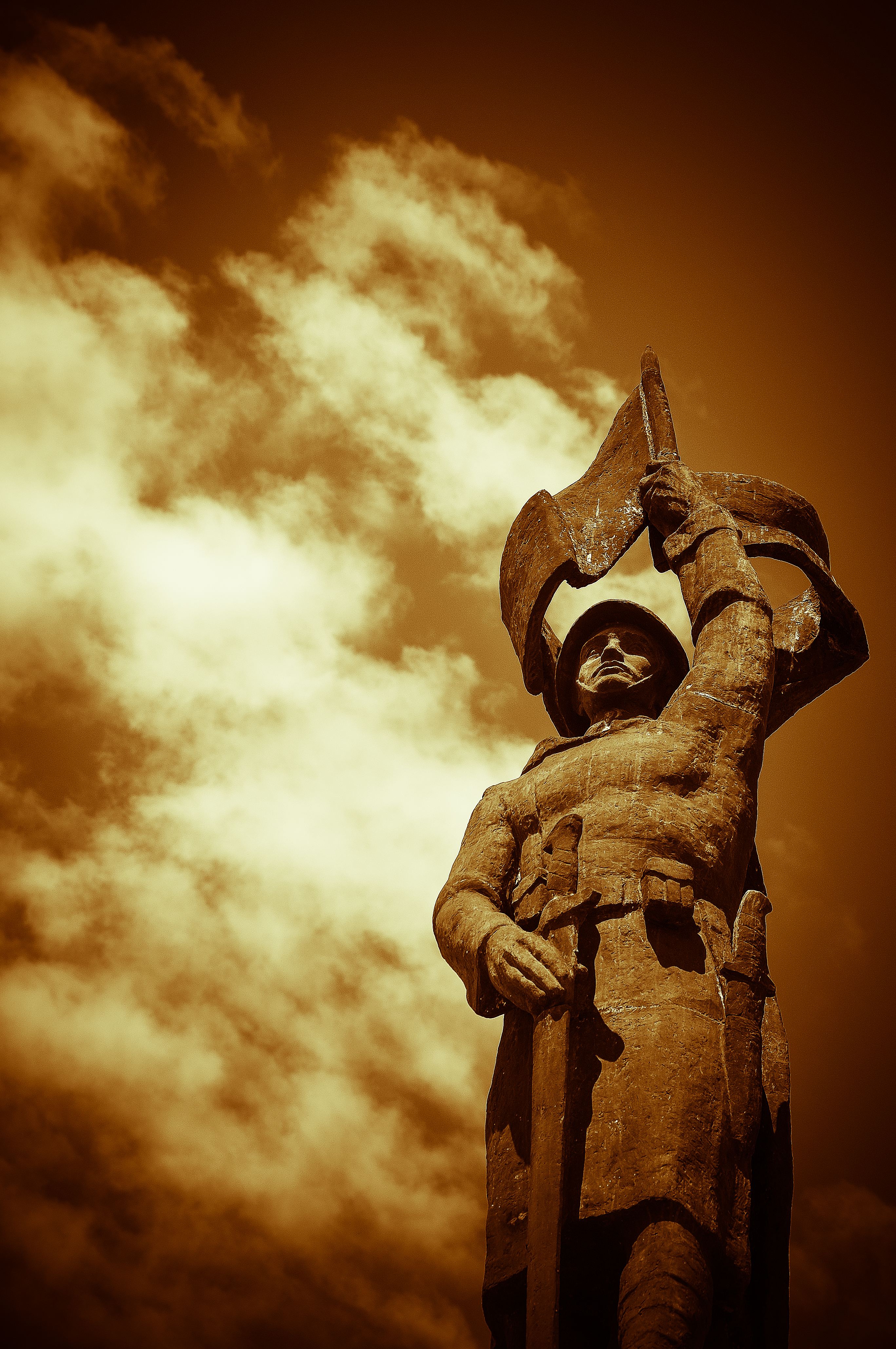
Monument de la Primera Guerra Mundial

A la part nord de la ciutat es va descobrir un assentament de l'edat del bronze, que data aproximadament del segon mil·lenni aC i pertany a la cultura Monteoru. Aquí també es van trobar vestigis geto - dacis del segle v aC.
La primera menció de la ciutat es fa amb el seu nom hongarès Egyedhalma ("in oppido nostro Egydhalm" que significa "a la nostra ciutat el turó de Gilles") en un document en llengua llatina del 1433, on Iliaș de Moldàvia va concedir privilegis comercials a Transsilvània Comerciants saxons. El nom romanès d'Adjud deriva de l'hongarès. El nom original recolza la idea que la ciutat fou establerta per Csángós hongarès establert a Moldàvia com a part d'una política imperial hongaresa sistemàtica per establir població hongaresa i parcialment alemanya en llocs d'importància econòmica, comercial i militar estratègica amb la tasca de controlar i defensar frontera oriental d'Hongria.
La batalla d'Adjud es va produir aquí el 14 d'octubre de 1788, durant la guerra russo-turca (1787–1792), enfrontant els exèrcits de l'Imperi rus i la monarquia dels Habsburg (sota el comandament del mariscal de camp Baró Spleny von Mihald) contra els de l'Imperi Otomà.
Adjud va ser declarada ciutat el 1948. El 1950 es va convertir en la residència del districte d'Adjud de la regió de Putna, després (després de 1952) de la regió de Bârlad i (després de 1956) de la regió de Bacău. El 1968 es va convertir en una ciutat del comtat de Vrancea, mentre que el 2000 Adjud va ser declarat municipi.

## Població
Segons el cens del 2011, Adjud tenia 14.670 habitants. L'estructura ètnica era:
- Romanesos: 13.734 (93,62%)
- Gitanos: 915 (6,23%)
- Altres grups ètnics: 0,09%

Quant a la composició religiosa, la majoria dels enquestats eren de religió ortodoxa (94,92%). La segona comunitat més gran va ser la catòlica romana, el 2,32% de la població. Els pentecostals sumaven l'1,33%, mentre que les altres denominacions eren inferiors a l'1%.

## Carretera
El municipi d'Adjud és travessat per la carretera nacional E 85 per una longitud d'11 km, des del km 226 al pont del riu Trotuș fins al km 237, recorrent el centre de la ciutat per un tram de 3 km. També la travessa la carretera nacional 11A, des del mercat agroalimentari cap a Onești - Bacău, per una longitud de 4 km del km 37 + 450 al km 33 + 450. La carretera nacional E 85 surt a Adjudu Vechi, mentre que l'11A va a Bârlad, del km 42 al 46, per una longitud de 4km, i a la zona centre de la ciutat en un tram d'1,5 km.

## Persones notables
- Gheorghe Balș (1868–1934), enginyer i historiador de l'art
- Dan Botta (1907–1958), poeta, assagista
- Emil Botta (1911–1977), poeta, escriptor i actor, germà de Dan Botta
- Minodora Cliveti (1955), política
- Elena Dan (1967–1996), cantant d'òpera
- Ion Dichiseanu (1933-2021), actor
- Angela Gheorghiu (1965), soprano
- Nelly Miricioiu (1952), soprano